# Invicta FC 13
Invicta FC 13: Cyborg vs. Van Duin foi o quarto evento de MMA promovido pelo Invicta Fighting Championships. O evento foi realizado no dia 9 de Julho de 2015.

## Background
Invicta FC 13: Cyborg vs. Van Duin foi um evento encabeçado por Cristiane Justino, defendendo seu Cinturão Peso Pena do Invicta FC contra Faith Van Duin.
O evento co-principal foi uma luta para a Cinturão Peso Galo do Invicta FC entre Tonya Evinger e Irene Aldana.
O evento contou com a luta pelo Cinturão Peso Átomo do Invicta FC entre o atual campeão Herica Tiburcio e a desafiante Ayaka Hamasaki .

## Bônus da Noite
- Luta da Noite: Jamie Moyle vs. Amy Montenegro
- Desempenho da Noite: Cristiane "Cyborg" Justino e Amber Leibrock